# Hospitalkapelle (Treysa)

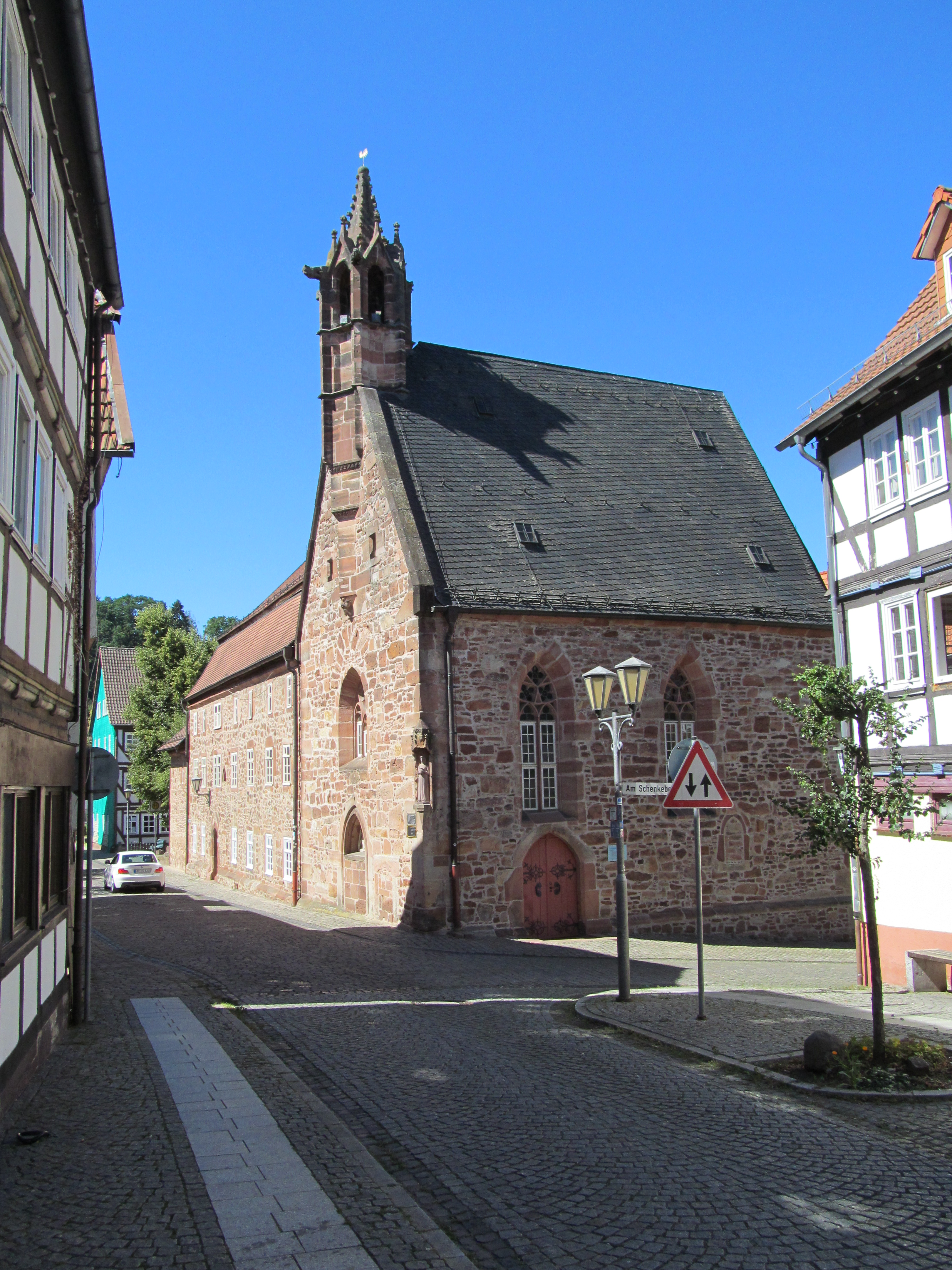
Hospitalkapelle (Treysa)

Die Hospitalkapelle ist ein denkmalgeschütztes Bauwerk in Treysa, einem Stadtteil von Schwalmstadt im Schwalm-Eder-Kreis (Hessen).

## Beschreibung
Die Hospitalkapelle wurde erstmals 1386 erwähnt. Die kleine strebepfeilerlose Saalkirche mit zwei Jochen und einem Chor mit dreiseitigem Schluss im Osten wurde aus Bruchsteinen in der Gründungsphase des Hospitals gebaut. Der steinerne, sechseckige Fassadenturm im Westen ist mit einem Helm bedeckt, der mit Wimpergen und Krabben verziert ist. An der Südwestecke steht auf einem Postament unter einem Baldachin eine Statue. Die Maßwerkfenster sind nur teilweise erhalten.
Der Innenraum ist mit einem Gewölbe auf Konsolen überspannt. Bei der Restaurierung 1909/1910 wurden spätgotische Wandmalereien aus der Erbauungszeit freigelegt, die von Ferdinand Bungartz erneuert wurden. In der Norden befindet sich eine Wandnische mit dem Heiligen Grab. Eine Gedenktafel im Chor erinnert an die 1400 verstorbene und hier begrabene Elisabeth Vogelsang. Die Orgel mit neun Registern auf zwei Manualen und Pedal wurde 2012 von Markus Krawinkel gebaut.
Eine Inschrift am Chor erinnert an die 1400 verstorbene und hier begrabene Elisabeth Vogelsang, die „beim Bau des Hospitals sehr bemüht gewesen war“. Die profanierte Kapelle dient heute für standesamtliche Trauungen.